# کیله بانگورا
کیله بانگورا (انگلیسی: Kilé Bangoura؛ زادهٔ ۷ ژوئیهٔ ۱۹۹۴) بازیکن فوتبال اهل گینه است.
وی همچنین در تیم ملی فوتبال گینه بازی کرده است.